# デリリウム・トレメンス
デリリウム・トレメンス（Delirium Tremens）は、ベルギーのメレにあるヒューグ醸造所が醸造するベルギービールのブランド。スタイルはベルジャンスタイル・ペール・ストロング・エール。アルコール度数は9.0%。

## 特徴
デリリウム・トレメンスは、2種類のホップと3種類の異なる酵母で造られている。
発酵は上面醗酵である。また、瓶内熟成が行われる。

### 外観
液色は金色で透明。
オーデコロン用セラミックス製容器のような外観の瓶に詰められているが、普通の茶色の瓶をそのように塗装しているものである。
瓶のラベルや専用グラスにはピンクの象などが印刷されている。ピンクの象はアルコールで酔っ払うと見える幻覚とされている。（→ピンクの象が見える）

## 歴史
1. 1988年、当時ベルギーに在住していたイタリアの首相の要望で醸造される[2]。
2. 1989年12月26日、デリリウム・トレメンスの販売が開始される[4]。
3. 1992年、デリリウム・トレメンスやメレの他のビールを促進するために「Confrerie van de Roze Olifant」（ピンクの象の聖人）が設立される。
4. 1999年、デリリウム・トレメンスの10周年を記念してデリリウム・ノクトリムの醸造が開始される[4]。

## 季節限定ビールとスペシャルビール
- デリリウム・ノエル（Delirium Noël） アルコール度数 10% - クリスマスに向けて醸造されるビール。デリリウム・クリスマス（Delirium Christmas）とも。
- デリリウム・ノクトゥルヌム（Delirium Nocturnum） アルコール度数 8〜9% - デリリウム・トレメンスの10周年を記念して醸造開始される。ノクトルムはラテン語で「夜」という意味を持つ[4]。
- デリリウム・ウルティムム（Delirium Ultimum） アルコール度数不明 - 1999年に醸造された
- デリリウム・ミレニウム（Delirium Millennium） 9%[5] - 2000年に醸造されたトリペルスタイルのビール[5][6]

## 受賞歴
- 1998年、アメリカ合衆国イリノイ州シカゴで開催されたワールド・ビア・チャンピオンシップで「Best Beer in the World」受賞。

## 名前の由来
デリリウム・トレメンス（delirium tremens）は、ラテン語で「振戦せん妄」、震えの来るせん妄状態という意味で、アルコール使用障害下での禁断状態によって引き起こされる激しい症状を指しており、アメリカ合衆国では輸入禁止とされたこともある。